# Bungulla riparia
Espèce
Synonymes
- Eucyrtops riparia Main, 1957
- Eucyrtops riparius Main, 1957

Bungulla riparia est une espèce d'araignées mygalomorphes de la famille des Idiopidae.

## Distribution
Cette espèce est endémique d'Australie-Occidentale. Elle se rencontre sur le mont Misery et le mont Lesueur.

## Description
Le mâle décrit par Rix, Raven, Austin, Cooper et Harvey en 2018 mesure 12,3 mm et la femelle 18,7 mm.

## Publication originale
- Main, 1957 : Biology of aganippine trapdoor spiders (Mygalomorphae: Ctenizidae). Australian Journal of Zoology, vol. 5, no 4, p. 402-473.